# Waterphone
Il waterphone è uno strumento musicale di percussione dall'acustica atonale. È costituito da una scodella o tazza in acciaio inossidabile con al centro una specie di collo di forma cilindrica, che può o può non contenere una piccola quantità d'acqua. Delle barre di ottone sono disposte sopra il bordo della tazza (possono essere di diversa lunghezza e diametro) secondo una precisa combinazione di rapporti micro-tonali e diatonica presentata in due scale distinte, ma integrate con incrementi pari e dispari. Il waterphone produce musica vibrante eterea, che si potrebbe confrontare con il verso della megattera.
Le dimensioni e le progettazioni sono varie. Solitamente viene usato dal solista seduto e viene suonato con l'archetto o a percussione muovendo l'acqua al suo interno. Viene impiegato per le colonne sonore dei film, album discografici e spettacoli dal vivo
Lo strumento è stato inventato e brevettato da Richard Waters tra il 1968 e il 1969, che si ispirò al tamburo ad acqua tibetano, al violino a chiodo e al kalimba. Fa parte quindi sia della famiglia degli strumenti ad arco e degli idiofoni.